# Gemmayzé
Gemayzé (ou Gemmayzeh) est un quartier (secteur 29) du nord de Beyrouth au Liban.

## Situation et accès
En 2004, le magazine Travel + Leisure le qualifie de « SoHo du bord de mer ». 

## Historique
Le quartier est fondé par la famille Debs vers 1850.
Le quartier était, au milieu des années 2000, un haut-lieu de la vie nocturne à Beyrouth. Le quartier est en perte de vitesse depuis 2010-2015 au profit des quartiers de Mar Mikhael et Badaro,,,. Il a été fortement endommagé par les explosions du 4 août 2020.